# Cupa Primăverii Divizia C 1957
Nu s-a jucat nicio ligă din cauza revenirii la ritmul de toamnă/primăvară. Un turneu neoficial a avut loc în primăvară, Cupa Primăverii.

## Formatul
S-au format 8 serii de 7 echipe.

### Seria I
| Loc | Club                   | MJ | V | E | Î | GM | GP | Pt | Promovare sau retrogradare |
| --- | ---------------------- | -- | - | - | - | -- | -- | -- | -------------------------- |
| 1   | Știința Iași           | 12 | 7 | 2 | 2 | 24 | 13 | 16 | Promovare în Divizia B     |
| 2   | Progresul Rădăuți      | 11 | 6 | 2 | 3 | 24 | 10 | 14 |                            |
| 3   | Locomotiva Iași        | 11 | 6 | 2 | 3 | 14 | 11 | 14 |                            |
| 4   | Locomotiva Pașcani     | 10 | 4 | 3 | 3 | 21 | 11 | 11 |                            |
| 5   | Energia Bârlad         | 11 | 2 | 3 | 6 | 11 | 20 | 7  |                            |
| 6   | Flamura Roșie Botoșani | 8  | 2 | 1 | 5 | 12 | 15 | 5  |                            |
| 7   | Progresul Dorohoi      | 8  | 1 | 1 | 6 | 8  | 34 | 3  |                            |

### Seria II
| Loc | Club                       | MJ | V | E | Î | GM | GP | Pt | Promovare sau retrogradare |
| --- | -------------------------- | -- | - | - | - | -- | -- | -- | -------------------------- |
| 1   | CSA Victoria Tecuci        | 12 | 9 | 3 | 0 | 31 | 8  | 21 | Promovare în Divizia B     |
| 2   | Energia Moinești           | 12 | 5 | 3 | 4 | 19 | 14 | 13 |                            |
| 3   | Locomotiva Galați          | 12 | 4 | 4 | 4 | 26 | 18 | 12 |                            |
| 4   | Dinamo Brăila              | 12 | 5 | 1 | 6 | 21 | 23 | 11 |                            |
| 5   | Locomotiva Târgu-Ocna      | 12 | 5 | 1 | 6 | 14 | 30 | 11 |                            |
| 6   | Energia Steaua Roșie Bacău | 12 | 3 | 2 | 7 | 15 | 24 | 8  |                            |
| 7   | Flamura Roșie Buhuși       | 12 | 3 | 2 | 7 | 13 | 22 | 8  |                            |

### Seria III
| Loc | Club                    | MJ | V | E | Î | GM | GP | Pt | Promovare sau retrogradare |
| --- | ----------------------- | -- | - | - | - | -- | -- | -- | -------------------------- |
| 1   | Energia București       | 12 | 8 | 1 | 3 | 36 | 12 | 17 | Promovare în Divizia B     |
| 2   | Flamura Roșie Giurgiu   | 12 | 7 | 2 | 3 | 18 | 8  | 16 |                            |
| 3   | Flamura Roșie București | 12 | 5 | 4 | 3 | 25 | 17 | 14 |                            |
| 4   | Energia Galați          | 12 | 5 | 3 | 4 | 15 | 16 | 13 |                            |
| 5   | Energia Medgidia        | 12 | 3 | 4 | 5 | 13 | 15 | 10 |                            |
| 6   | Energia Constanța       | 12 | 3 | 3 | 6 | 12 | 24 | 9  |                            |
| 7   | Știința Galați          | 12 | 1 | 3 | 8 | 9  | 36 | 5  |                            |

### Seria IV
| Loc | Club                    | MJ | V | E | Î | GM | GP | Pt | Promovare sau retrogradare |
| --- | ----------------------- | -- | - | - | - | -- | -- | -- | -------------------------- |
| 1   | Energia Tohan           | 12 | 9 | 0 | 3 | 18 | 13 | 18 | Promovare în Divizia B     |
| 2   | Energia Sinaia          | 12 | 7 | 0 | 5 | 27 | 15 | 14 |                            |
| 3   | Energia Târgoviște      | 12 | 5 | 3 | 4 | 14 | 17 | 13 |                            |
| 4   | Energia Orașul Victoria | 12 | 5 | 2 | 5 | 18 | 15 | 12 |                            |
| 5   | Dinamo Pitești          | 12 | 5 | 2 | 5 | 11 | 14 | 12 |                            |
| 6   | Energia Câmpina         | 12 | 5 | 1 | 6 | 17 | 16 | 11 |                            |
| 7   | Energia Leordeni        | 12 | 1 | 2 | 9 | 7  | 22 | 4  |                            |

### Seria V
| Loc | Club                         | MJ | V | E | Î | GM | GP | Pt | Promovare sau retrogradare |
| --- | ---------------------------- | -- | - | - | - | -- | -- | -- | -------------------------- |
| 1   | Energia Craiova              | 12 | 6 | 4 | 2 | 22 | 14 | 16 | Promovare în Divizia B     |
| 2   | Știința Craiova              | 12 | 6 | 3 | 3 | 21 | 10 | 15 |                            |
| 3   | Locomotiva Turnu-Severin     | 12 | 5 | 3 | 4 | 31 | 26 | 13 |                            |
| 4   | Locomotiva Craiova           | 12 | 5 | 3 | 4 | 18 | 19 | 13 |                            |
| 5   | Energia Târgu-Jiu            | 12 | 3 | 4 | 5 | 24 | 25 | 10 |                            |
| 6   | Progresul Corabia            | 12 | 3 | 3 | 6 | 11 | 29 | 9  |                            |
| 7   | Flamura Roșie Râmnicu-Vâlcea | 12 | 1 | 6 | 5 | 18 | 22 | 8  |                            |

### Seria VI
| Loc | Club                       | MJ | V | E | Î | GM | GP | Pt | Promovare sau retrogradare |
| --- | -------------------------- | -- | - | - | - | -- | -- | -- | -------------------------- |
| 1   | Energia Oțelu-Roșu         | 12 | 8 | 1 | 3 | 27 | 15 | 17 | Promovare în Divizia B     |
| 2   | Energia Cugir              | 12 | 7 | 2 | 3 | 31 | 20 | 16 |                            |
| 3   | Energia 3 Reșița           | 12 | 6 | 2 | 4 | 27 | 17 | 14 |                            |
| 4   | Progresul Brad             | 12 | 6 | 2 | 4 | 18 | 18 | 14 |                            |
| 5   | Energia 14 Orăștie         | 12 | 3 | 3 | 6 | 10 | 19 | 9  |                            |
| 6   | Flamura Roșie Arad         | 12 | 2 | 4 | 6 | 19 | 29 | 8  |                            |
| 7   | Energia Constructorul Arad | 12 | 1 | 4 | 7 | 11 | 23 | 6  |                            |

### Seria VII
| Loc | Club                          | MJ | V | E | Î | GM | GP | Pt | Promovare sau retrogradare |
| --- | ----------------------------- | -- | - | - | - | -- | -- | -- | -------------------------- |
| 1   | Flamura Roșie Cluj            | 12 | 8 | 2 | 2 | 23 | 8  | 18 | Promovare în Divizia B     |
| 2   | Flamura Roșie Sfântu Gheorghe | 12 | 7 | 3 | 2 | 29 | 14 | 17 |                            |
| 3   | Progresul Bistrița            | 12 | 7 | 1 | 4 | 35 | 23 | 15 |                            |
| 4   | Voința Târgu-Mureș            | 12 | 4 | 4 | 4 | 26 | 26 | 12 |                            |
| 5   | Energia 7 Târnăveni           | 12 | 3 | 4 | 5 | 21 | 22 | 10 |                            |
| 6   | Progresul Turda               | 12 | 3 | 1 | 8 | 21 | 40 | 7  |                            |
| 7   | Recolta Toplița               | 12 | 1 | 3 | 8 | 12 | 34 | 5  |                            |

### Seria VIII
| Loc | Club                 | MJ | V | E | Î | GM | GP | Pt | Promovare sau retrogradare |
| --- | -------------------- | -- | - | - | - | -- | -- | -- | -------------------------- |
| 1   | Progresul Satu-Mare  | 12 | 6 | 6 | 0 | 18 | 5  | 18 | Promovare în Divizia B     |
| 2   | Flamura Roșie Oradea | 12 | 6 | 3 | 3 | 20 | 16 | 15 |                            |
| 3   | Energia Oradea       | 12 | 4 | 4 | 4 | 25 | 22 | 12 |                            |
| 4   | Recolta Carei        | 12 | 5 | 2 | 5 | 23 | 29 | 12 |                            |
| 5   | Recolta Sighet       | 12 | 3 | 5 | 4 | 15 | 17 | 11 |                            |
| 6   | Dinamo Baia-Mare     | 12 | 4 | 0 | 8 | 15 | 19 | 8  |                            |
| 7   | Recolta Salonta      | 12 | 2 | 4 | 6 | 9  | 17 | 8  |                            |